# Centro nervoso
Centros nervosos são centros de comandos de funções do organismo. Eles recebem informações pelos nervos sensitivos e enviam ordens para os órgãos através dos nervos motores.
São estruturas formadas por um conjunto de corpos celulares de neurônios, localizados no SNC ( sistema nervoso central ).
No ser humano, os centros nervosos são representados pelo sistema nervoso central, constituído por encéfalo e medula espinhal. Os gânglios centrais do sistema nervoso simpático também podem ser considerados centros nervosos já que podem enviar ordens para os órgãos da vida vegetativa.